# Літні Олімпійські ігри 1960
Лі́тні Олімпі́йські і́гри 1960 (італ. Giochi Olimpici estivi del 1960), офіційно відомі як Ігри XVII Олімпіади (італ. Giochi della XVII Olimpiade) і широко відомий як Рим 1960 (італ. Roma 1960), або XVII Лі́тні Олімпі́йські і́гри — міжнародне спортивне змагання, яке проходило під егідою Міжнародного олімпійського комітету у місті Рим (Італія), з 25 серпня по 11 вересня 1960 року.

## Вибір місця проведення
| Місто    | НОК       | Раунд 1 | Раунд 2 | Раунд 3 |
| Рим      | Італія    | 15      | 26      | 35      |
| Лозанна  | Швейцарія | 14      | 21      | 24      |
| Детройт  | США       | 6       | 11      | —       |
| Будапешт | Угорщина  | 8       | 1       | —       |
| Брюссель | Бельгія   | 6       | —       | —       |
| Мехіко   | Мексика   | 6       | —       | —       |
| Токіо    | Японія    | 4       | —       | —       |

## Учасники
Усього на іграх взяли участь 5347 (4734 чоловіки та 613 жінок) спортсменів з 83 країн. Суринам мав уперше виступити на Олімпійських іграх, але його єдиний спортсмен (Вім Есаяс) був знятий зі змагань через те, що не з'явився на них (за початковою версією — через те, що проспав, за пізнішою — через помилку чиновника).
- Австралія  (189)
- Австрія  (103)
- Антільські Острови  (13)
- Аргентина  (92)
- Афганістан  (12)
- Багамські Острови  (13)
- Бельгія  (101)
- Бермуди  (9)
- Бірма  (10)
- Болгарія  (98)
- Бразилія  (71)
- Велика Британія  (253)
- Венесуела  (36)
- В'єтнам  (3)
- Гаїті  (1)
- Гана  (13)
- Гаяна  (5)
- Гонконг  (4)
- Греція  (48)
- Данія  (100)
- Ефіопія  (10)
- Ізраїль  (23)
- Індія  (45)
- Індонезія  (22)
- Ірак  (21)
- Іран  (23)
- Ірландія  (49)
- Ісландія  (9)
- Іспанія  (144)
- Італія  (280)  (країна-господарка)
- Канада  (85)
- Кенія  (27)
- Китайська Республіка  (27)
- Колумбія  (16)
- Куба  (12)
- Ліберія  (4)
- Ліван  (19)
- Ліхтенштейн  (5)
- Люксембург  (52)
- Малайя  (9)
- Мальта  (10)
- Марокко  (47)
- Мексика  (69)
- Монако  (11)
- Нігерія  (12)
- Нідерланди  (110)
- Нідерландські Антильські острови  (5)
- Нова Зеландія  (37)
- Норвегія  (40)
- ОАР  (74)
- Об'єднана німецька команда  (294)
- Пакистан  (44)
- Панама  (6)
- ПАР  (55)
- Перу  (31)
- Південна Корея  (35)
- Польща  (185)
- Португалія  (65)
- Пуерто-Рико  (27)
- Родезія  (14)
- Румунія  (98)
- Сан-Марино  (9)
- Сінгапур  (5)
- СРСР  (283)
- Судан  (10)
- США  (292)
- Таїланд  (20)
- Туніс  (42)
- Туреччина  (49)
- Уганда  (10)
- Угорщина  (180)
- Уругвай  (34)
- Фіджі  (2)
- Філіппіни  (40)
- Фінляндія  (117)
- Франція  (238)
- Цейлон  (5)
- Чехословаччина  (116)
- Чилі  (9)
- Швейцарія  (149)
- Швеція  (134)
- Югославія  (116)
- Японія  (162)

## Визначні події
- Ефіопець Абебе Бікіла став олімпійським чемпіоном у марафоні, пробігши дистанцію 42 км 195 метрів босим. Це була перша золота олімпійська медаль для будь-якого темношкірого африканця.
- Золоту медаль у боксі виборов представник США Кассіус Марцелус Клей (англ. Cassius Marcellus Clay Jr.), згодом став всесвітньо відомим як Мухамед Алі (англ. Muhammad Ali).

## Медальний залік
| Місце | Країна                     | Золото | Срібло | Бронза | Загалом |
| ----- | -------------------------- | ------ | ------ | ------ | ------- |
| 1     | СРСР                       | 43     | 29     | 31     | 103     |
| 2     | США                        | 34     | 21     | 16     | 71      |
| 3     | Італія                     | 13     | 10     | 13     | 36      |
| 4     | Об'єднана німецька команда | 12     | 19     | 11     | 42      |
| 5     | Австралія                  | 8      | 8      | 6      | 22      |
| 6     | Туреччина                  | 7      | 2      | 0      | 9       |
| 7     | Угорщина                   | 6      | 8      | 7      | 21      |
| 8     | Японія                     | 4      | 7      | 7      | 18      |
| 9     | Польща                     | 4      | 6      | 11     | 21      |
| 10    | Чехословаччина             | 3      | 2      | 3      | 8       |